# Veterinární lékařství
Veterinární lékařství je vědní obor, který se zabývá zdravotní problematikou, léčbou nemocí i prevencí nemocí domácích i divoce žijících zvířat. Úkolem veterinární medicíny je chránit a zlepšovat zdraví a pohodu zvířat a chránit lidi před nemocemi přenosnými ze zvířat na člověka (zoonózami).
Péči o zvířata zajišťují veterinární lékaři a veterinární technici, státním orgánem ČR, který zaštiťuje veterinární péči, je Státní veterinární správa České republiky. Veterinární lékaři zajišťují také kontrolu hygieny masa, mléka a dalších potravin živočišného původu a chrání státní hranice před zavlečením nákaz. Soukromí veterinární lékaři spoluvytvářejí Komoru veterinárních lékařů České republiky, která je tak její samosprávnou organizací zřizovanou dle zákona 381/1991 Sb., o Komoře veterinárních lékařů. 

## Historie veterinárního lékařství
Zvířata provázejí člověka od pradávna. Již lovci a sběrači měli ponětí o anatomii zvířat, jak dokazují některé jeskynní malby, například kresba mamuta v jeskyni Pindal, na které je vyobrazeno mamutí srdce. A s domestikací prvních zvířat se začínají objevovat i první skutečné veterinární poznatky.
Nejstarší starověké civilizace již znaly nemoci zvířat a měly lékaře, kteří se je pokoušeli léčit. Nejstarší známý zvěrolékař je Urlugaledinna, který žil v Mezopotámii tři tisíce let př. n. l.
Nejstarší zvěrolékařská písemná památka je Kahunský rukopis, staroegyptský, hieroglyfy psaný text z 19. stol. př. n. l. Pojednává o nemocích psů, býků, ryb a ptáků i o způsobech léčby těchto nemocí (vykuřování, tření léčivými bylinami, pouštění žilou aj.). V té době byly známy také skutečné veterinární zákroky, jako je kastrace ke zvýšení užitkovosti (výkrm), a porodnické zákroky, jako je použití porodních provázků při porodu telete.
V Chammurapiho zákoníku nalezneme pasáž týkající se odměn a trestů pro lékaře i zvěrolékaře. Zvěrolékař byl za výkon sice placen méně (1/6 šekelu, lékař dostával 10 šekelů), ale v případě neúspěchu léčby a smrti pacienta mu nehrozilo useknutí ruky jako lidskému lékaři. Místo toho byl povinen zaplatit pokutu, která se rovnala 1/4 ceny zvířete.

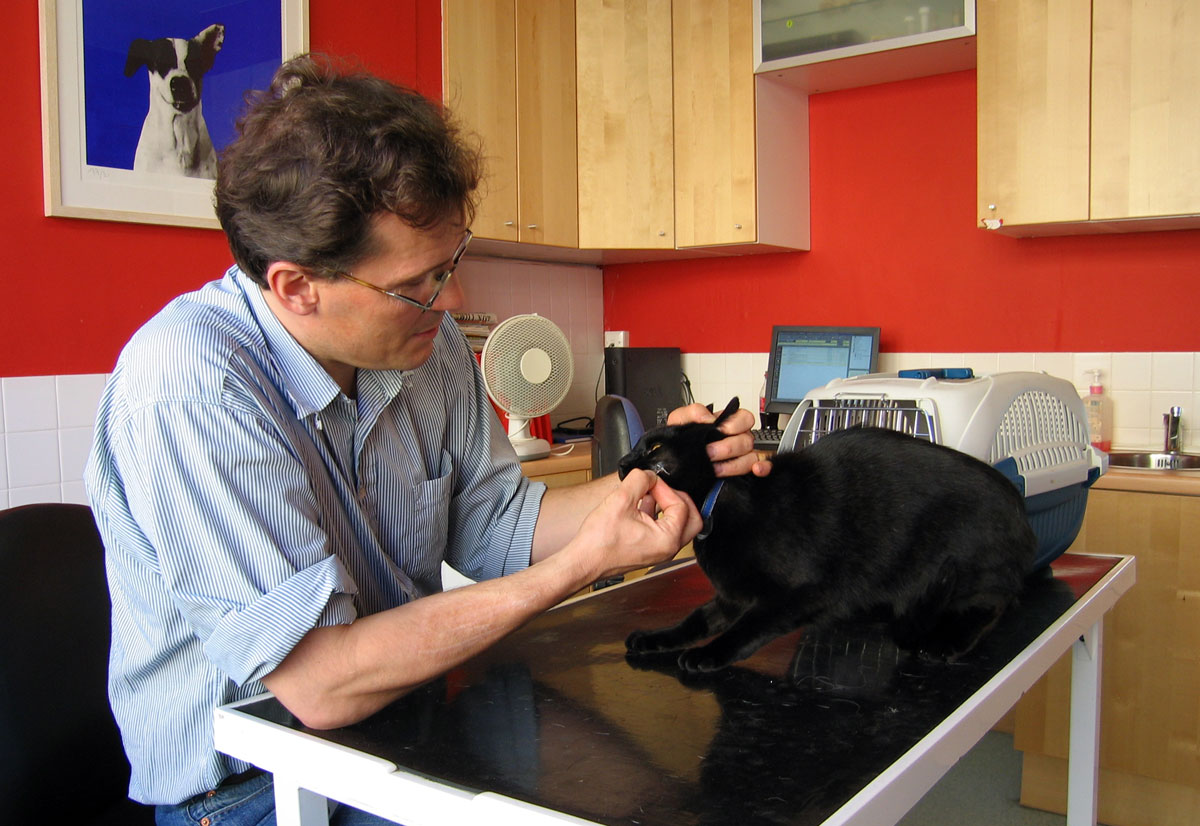
Veterinární lékař ošetřuje pacienta

### Antika
Rozvoj medicíny v antice přinesl spoustu nových poznatků, které se uplatňovaly i ve zvěrolékařství. Rozdíly mezi humánní a veterinární medicínou nebyly tak ostré jako dnes a poznatky z léčení zvířat byly snadno přenášeny i na člověka a naopak.
Hippokratés z Kósu se zabýval příčinami nemocí a také srovnávací anatomií, jejímž skutečným zakladatelem se stal Aristotelés. Ten dokázal poznatky z pitev zvířat přenést do anatomie člověka. Je také autorem prvního vědeckého zvěrolékařského díla Historia animalium, ve kterém popisuje všechny tehdy známé nemoci zvířat (vzteklina, tetanus, koliky aj.) a metody provádění kastrace.
Kartaginský agronom Mago sepsal ve 2. století př. n. l. 28 knih týkajících se zemědělství včetně chovu zvířat. Po vyvrácení Kartága byly jeho spisy přeloženy do řečtiny a staly se zdrojem pro pozdější díla římských autorů.
Římané přejímali zvěrolékařské poznatky od Řeků a Egypťanů. Prvním římským autorem, který se ve svých spisech dotkl i zvěrolékařství, je Marcus Terentius Varro, který sepsal tři knihy o rolnictví, Rerum rusticarum. V prvním století Aulus Cornelius Celsus, autor spisu De medicina popsal příznaky vztekliny.

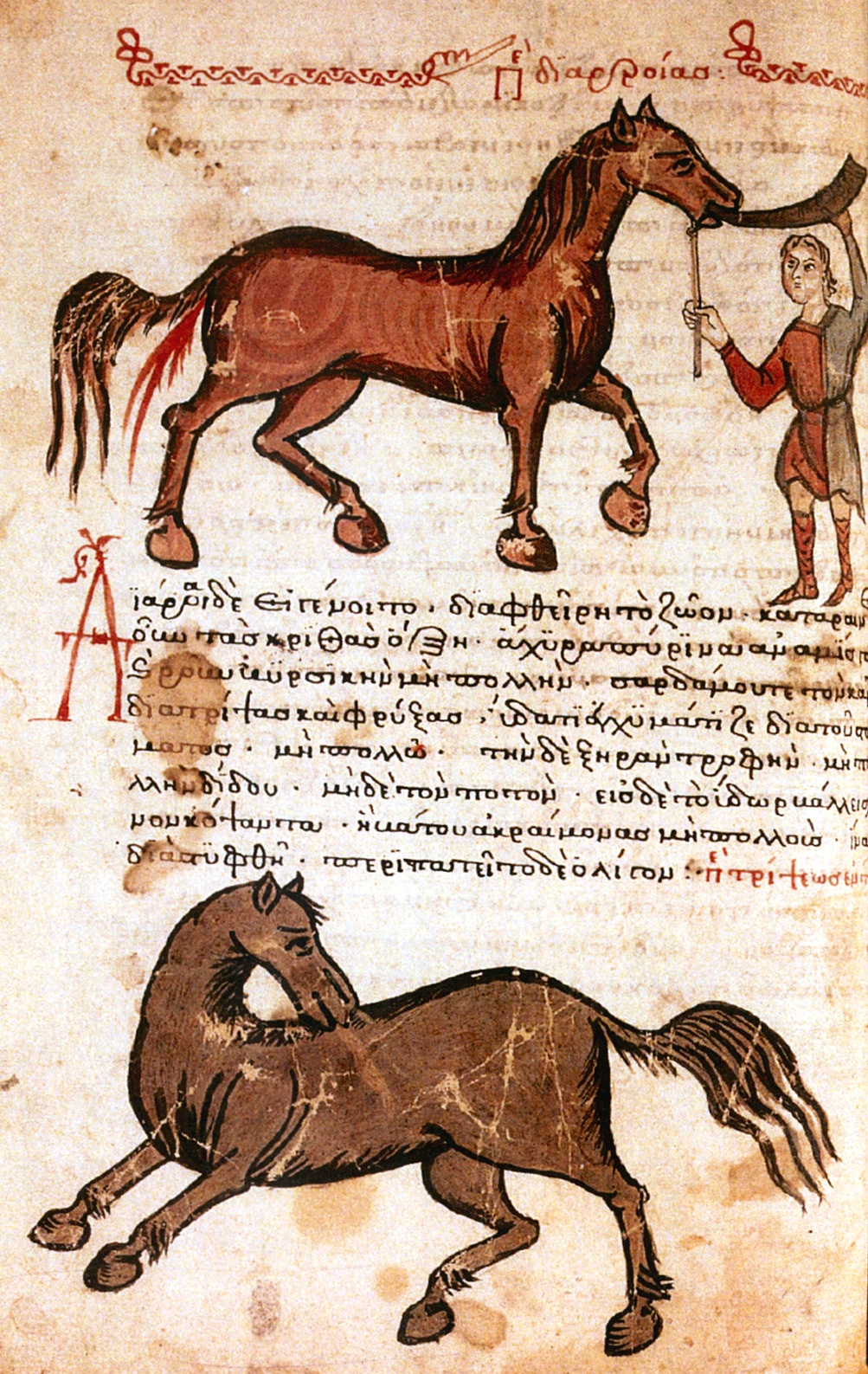
Iluminovaný rukopis Hippiatrica ze 14. stol.

Celsův současník, římský statkář Lucius Moderatus Columella sepsal dílo De Re Rustica („O zemědělství“). V šesté a sedmé části se věnuje veterinární medicíně, a to nejen léčbě nemocí a chirurgickým zákrokům (nekrvavá kastrace), ale i správnému ustájení různých druhů zvířat a oddělení nemocných zvířat od zdravých. Zde se také objevuje poprvé termín veterinarius, z lat. veterinus, tažné zvíře nebo dobytče.
Největší užitek z práce veterinářů měly ovšem legie, které potřebovaly zvěrolékaře kvůli péči o koně. Léčením koní se zabývají vrcholná zvěrolékařská díla ze 4. až 6. století, jako je Mulomedicina Cheironis nebo Hippiatrika (kompilace veterinárních spisů několika různých autorů z 5. a 6. stol.).
Nejvýznamnějším zvěrolékařem starověku se stal Apsyrtos († 4. stol.), který doprovázel vojska Konstantina velikého a na něhož navázal Hieroklés (4.–5. stol.). Autorem rozsáhlého díla Digestorum artis mulomedicinae libri, čtyř knih pojednávajících o nemocech domácích zvířat je Flavius Vegetius Renatus (4.–5. stol.). V těchto dílech nacházíme systematický popis všech tehdy známých nemocí koní, návody k provádění operací (i náročných, např. zákroky v břišní dutině) nebo návody na přípravu rostlinných léčiv. Renatus se věnoval i etickým problémům a poznamenal, že práce zvěrolékaře je obtížnější než práce lékaře, protože pracuje s němým pacientem.

### Středověk

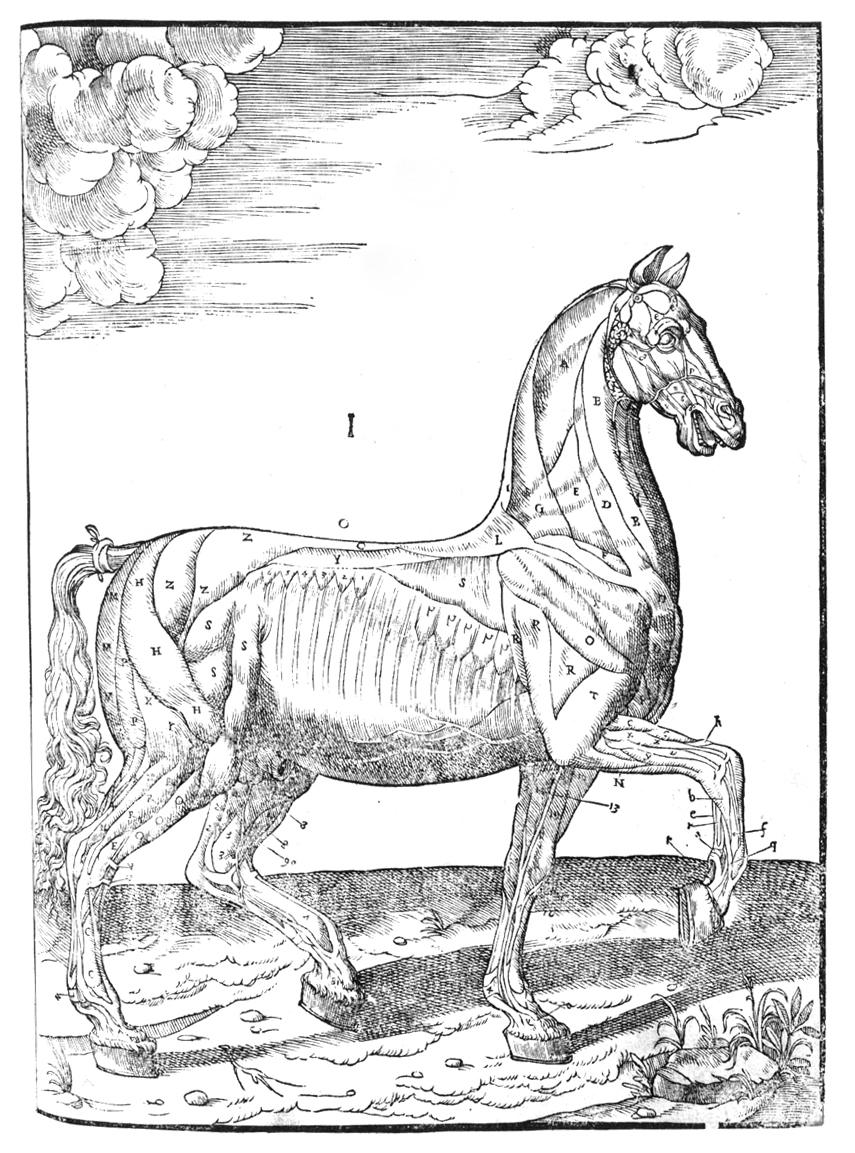
Ilustrace z Ruiniho Anatomia del cavallo

Ve středověké Evropě došlo ke značnému úpadku zvěrolékařství i medicíny obecně. Praktické znalosti zvěrolékařství zůstaly v rukou pastýřů, kovářů nebo podkoních. Antické znalosti zůstaly zachovány hlavně ve spisech arabských autorů, kteří se věnovali hlavně koním.
Ve 12. století napsal Ibn al Awwam knihu o zemědělství s kapitolami o zvěrolékařství – zabývá se hlavně hygienou chovu a tvrdí, že chovatelská péče je základ zdraví.
Abu Bekr ibn Bedr napsal knihu o léčení koní, ve které si všímá podobností mezi lidskými a koňskými pacienty.
V Evropě v té době vzniklo jen jediné významné zoologické dílo, De arte venandi cum avibus, tedy „O umění lovit s ptáky“. Autorem byl císař Fridrich II. Na konci středověku se zvěrolékařské poznatky začínají rozvíjet ve španělských a italských jezdeckých školách. Ve 13. století sepsal italský šlechtic Jordanus Ruffus (též Giordano Ruffo) knihu De medicina equorum („O koňském lékařství“)
V polovině 13. století napsal štolba, kovář a koňský lékař Mistr Albrant knihu o koňském lékařství Roßarzneibuch, v českém středověkém překladu Lékařství koňská. Je nejslavnější středověkou zvěrolékařskou knihou a její součástí je i návod pro negramotné. Mistr Albrant pocházel z Německa a v pozdějších rukopisech a tiscích se jeho jméno objevuje především v podobě Albrecht.

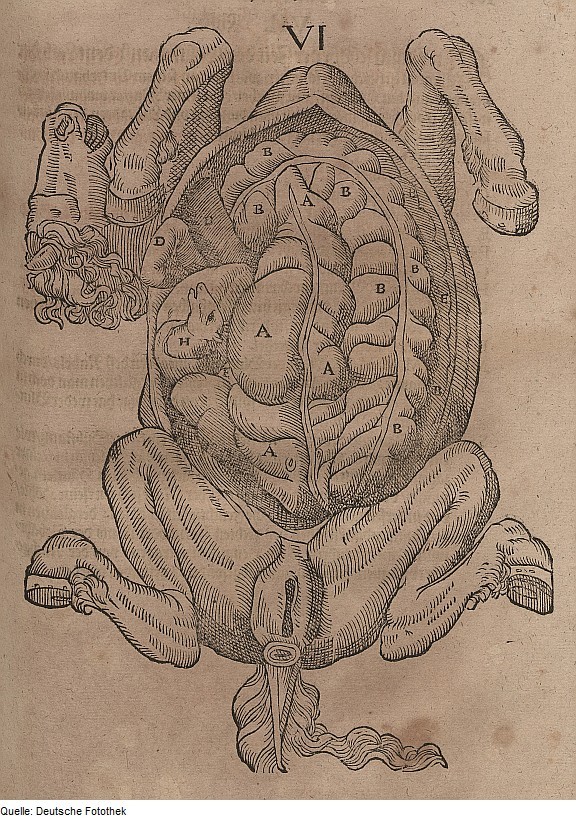
Carlo Ruini: Anatomia del cavallo (Benátky 1618)

Za zmínku také stojí dílo Juana Alvarese Salamiellase s barevnými ilustracemi zvěrolékařských zákroků El libro de menescalcia et de albeyteria et fisica de las bestias que compuso Johan Alvares de Salamiellas („Koňské lékařství“) nebo dílo Carla Ruiniho Anatomia del cavallo, infirmità e suoi remedii („Anatomie koně, vady a jejich léčba“). Tato ilustrovaná anatomie s dokonalými obrazy kostry, svalů, tělesných dutin i cév a nervů byla vytištěna dva měsíce po autorově smrti (1998). Jen o rok později, tj. v roce 1599 vyšla v Paříži Hippostologie, c'est à dire Discours des os du cheval („Hippostologie, to jest rozprava o koňských kostech“), kterou sepsal a ilustroval první historicky doložený francouzský veterinární lékař Jean Héroard. V roce 1573 vyšla v Norimberku srovnávací anatomie, z Německa pochází také první anatomie prasete.[zdroj?]

### Novověk
V novověku začíná nová éra veterinární medicíny. Klíčovým impulzem byla zřejmě epidemie moru skotu, která se na počátku 18. století prohnala Evropou. Během epidemie uhynulo přes tři milióny skotu. Nutnost chránit stáda a potřeba lepší péče o skot i koně vedla k založení prvních veterinárních škol.
Zakladatelem prvních škol byl francouzský právník a hippolog Claude Bourgelat, který na příkaz krále Ludvíka XV. založil v roce 1761 první veterinární školu v Lyonu, kde vyučoval podkovářství, anatomii a chirurgii. O několik let později, v roce 1766, založil druhou veterinární školu, v Alfortu. Učitelský sbor tvořili absolventi z Lyonu a tentokrát nebyli posluchači jenom kováři, ale také lékaři a mezi vyučované předměty přibyly i teoretické medicínské a zemědělské disciplíny.
Po založení francouzských veterinárních škol byly další zakládány po celé Evropě. V roce 1769 byla založena veterinární škola v Turíně, v roce 1773 v Kodani, v roce 1775 ve Vídni, v roce 1776 v Drážďanech, následovaly školy v Hanoveru (1776), Berlíně (1790), Mnichově (1790), Budapešti (1787) a Madridu (1793).

## Česká veterinární univerzita
Od roku 1784 se v českých zemích veterinární medicína vyučovala na lékařských fakultách pražské a olomoucké univerzity. Postupem času však sílily snahy o samostatnou českou zvěrolékařskou školu.
V roce 1849 navrhl poslanec zemského sněmu Antonín Štaffa jako místo k založení nové školy Brno. Návrh byl však odmítnut, protože Brno je blízko Vídně. V roce 1891 je tedy navržena Praha, stejný návrh padl i v roce 1895, ale bez úspěchu. Vlastní veterinární školy se České země dočkaly až po první světové válce, kdy byla v Brně založena Vysoká škola zvěrolékařská jako první nová vysoká škola československého státu. Zakladatelem a prvním rektorem školy byl prof. MUDr. Edward Babák.
Dnes je Veterinární univerzita Brno jedinou vysokou školou v Česku, jejíchž absolventi mohou získat titul doktora veterinární medicíny (MVDr.) a vykonávat práci veterinárního lékaře. Kromě vysoké školy existují střední veterinární školy, které pro budoucí povolání připravují veterinární techniky.

## Dnešní veterinární lékařství
V minulosti býval nejčastější a nejdůležitější pacient veterinárního lékaře kůň nebo skot, dnes se zájem přesouvá k malým zvířatům chovaným ze záliby, hlavně k psům a kočkám. Možnosti diagnózy a léčby jsou srovnatelné s humánní medicínou, v některých oborech je veterinární medicína dokonce napřed (např. v použití kmenových buněk v terapii). Největším omezením často nejsou nedostatečné možnosti veterinární medicíny, ale spíš finanční možnosti majitele zvířete.